# I See You (film 2019)
I See You è un film del 2019 diretto da Adam Randall.
Pellicola horror e thriller sceneggiata da Devon Graye. Realizzato in una piccola parte come mockumentary, il film narra in contemporanea della misteriosa sparizione di alcuni bambini e di avvenimenti singolari che si svolgono all'interno di un'abitazione.

## Trama
In una giornata apparentemente normale, il piccolo Justin scompare nel nulla mentre va in bicicletta. Il commissario Greg Harper viene incaricato di seguire le indagini in un periodo molto particolare della sua vita: sua moglie Jackie l'ha appena tradito e suo figlio Connor sta reagendo in maniera rabbiosa e violenta a quanto è accaduto, cercando fra l'altro di ignorare il più possibile sua madre. A rendere più pesante l'atmosfera sono alcuni strani avvenimenti che accadono a casa Harper, tra cui oggetti che spariscono. Mentre Greg e un suo collega sono nei boschi in cui il ragazzino è scomparso nel nulla, alcuni poliziotti rinvengono sulla scena del crimine un coltello verde: si tratta di uno oggetto identico a quelli adoperati tempo addietro da un serial killer e pedofilo che è tuttavia in galera, e che era stato arrestato proprio dal collega di Greg. Il collega si oppone alla riapertura del caso, invano. In quello stesso momento Jackie torna a casa e scopre un operaio che ha appena riparato il vetro di una finestra (che Greg aveva rotto in precedenza lanciando il suo telefono in un momento d'ira): l'uomo afferma che ad aprirgli la porta è stata una ragazza, tuttavia la coppia non ha figlie femmine.
Mentre il clima di tensione familiare aumenta, e la polizia consiglia a tutti i ragazzi di fare molta attenzione visto cosa è accaduto a Justin, alcune cose strane continuano ad accadere in casa: Greg rimane chiuso improvvisamente in un armadio finché sua moglie non lo libera, e scopre solo in quel momento che suo figlio è uscito di casa. In piena notte Jackie sente dei rumori e si alza per controllare: la donna scopre che suo figlio è ancora in piedi e, dopo avergli consigliato di mettersi a letto, gli comunica di volerlo accompagnare a scuola il giorno successivo. La mattina dopo l'amante di Jackie arriva all'improvviso a casa Harper: mentre lui e Jackie discutono, un vaso gli cade dritto in testa: Jackie a questo punto è costretta a lasciarlo entrare in casa per medicarlo in quanto crede che sia stato suo figlio, tuttavia il ragazzo si comporta come se niente fosse e si presenta da sua madre per farsi accompagnare a scuola. Mentre i due vanno via per poco non investono la madre di Justin, che si è presentata lì per chiedere informazioni sulle indagini in corso per ritrovare suo figlio.
Mentre la donna è via, il suo amante ha un secondo incidente e questa volta muore: rientrata in casa, Jackie accorre disperata dal marito, gli racconta cos'è successo e lo supplica di occultare il cadavere per evitare che il loro figlio, ritenuto colpevole, subisca ripercussioni legali per la morte dell'uomo. Quella sera, mentre Jackie e Greg seppelliscono il cadavere con il favore delle tenebre, Connor riceve degli strani messaggi da un account anonimo che gli chiede se sa cosa sia il "phrogging": una volta rientrati in casa i genitori lo trovano legato e imbavagliato nella vasca da bagno, con al suo fianco un coltello identico a quello ritrovato sulla scena del rapimento di Justin. Le vicende ritornano indietro di qualche giorno: una coppia di ragazzi, Alec e Mindy, si sono introdotti in casa Harper con lo scopo di praticare appunto "phrogging". Tale pratica consiste nel trascorrere alcuni giorni in casa di sconosciuti, mangiando il loro cibo e vivendo sotto il loro naso senza farsi tuttavia beccare. Dietro tutti gli eventi particolari visti precedentemente c'erano loro .
Man mano che passano i giorni, Alec inizia a stufarsi di seguire le regole di Mindy e inizia a comportarsi in maniera tale da giocare con la sanità mentale dei proprietari: è infatti lui a lasciar cadere il vaso sull'amante di Jackie. Questo provoca un litigio fra lui e Mindy, la quale vorrebbe lasciare immediatamente l'abitazione: per poco i due non vengono scoperti da Connor, e così Alec si convince ad andarsene. Ora i due dovranno tuttavia costruire un escamotage per poter uscire dalla casa senza essere notati. Nelle ore successive, tuttavia, Mindy assiste impotente alla morte dell'amante di Jackie per mano di Greg ed ai tentativi per occultare il cadavere. Poco dopo, Mindy e Alec hanno l'ennesimo diverbio durante il quale, inavvertitamente, il ragazzo finisce per tramortirla. Per questo motivo, Alec imbastisce l'agguato a Connor con un coltello trovato in casa, dopo di che mette Mindy nella macchina in modo che la ragazza venga trasportata via mentre Connor viene portato in ospedale: Jackie prende tuttavia l'altra macchina, e così Mindy si ritrova ad essere trasportata in un bosco da Greg. Qui la ragazza scopre che il poliziotto è in realtà il pedofilo e che i bambini sono ancora vivi: Mindy riesce a contattare la polizia ma fallisce nel liberare i ragazzi perché intercettata da Greg.
Greg visiona i video girati dai due ragazzi in casa propria, scoprendo dunque cos'è accaduto nella sua abitazione: riporta dunque Mindy a casa propria e la uccide inscenando una legittima difesa. Alec sente tutto ma non riesce ad intervenire in alcun modo. Il ragazzo decide di prendere un'accetta dal muro e prova ad aggredire Greg alle spalle, tuttavia l'uomo lo nota e ne nasce una colluttazione, al termine della quale il poliziotto/serial killer sembra essere riuscito a sopraffarlo. Il ragazzo è tuttavia ancora vigile e, alla prima occasione utile, prende possesso della pistola di Greg, rivelandogli di aver capito che sia lui il rapitore di bambini. Greg rivela di aver preparato tutto affinché lui e Mindy venissero accusati dei crimini e che sparargli avrebbe solo peggiorato la sua posizione, tuttavia il ragazzo lo uccide lo stesso. Subito dopo la polizia fa irruzione in casa: il collega di Greg spara ad Alec ferendolo, tuttavia subito dopo i poliziotti trovano le prove che collegano il poliziotto ai crimini commessi.  I ragazzini ancora vivi vengono dunque salvati e liberati dalla polizia e si intuisce che Alec sia stato rapito a sua volta quando era bambino dallo stesso Greg.

## Produzione
Le riprese si sono tenute in Ohio nelle zone di Changrinn Falls, Cleveland e Lakewood. Il budget speso per la realizzazione dell'opera è 5 milioni di dollari.

## Accoglienza

### Incassi
Il film ha incassato 1,1 milioni di dollari al botteghino.

### Critica
Sull'aggregatore Rotten Tomatoes il film riceve il 77% delle recensioni professionali positive con un voto medio di 6,3 su 10 basato su 39 critiche, mentre su Metacritic ottiene un punteggio di 65 su 100 basato su 8 critiche.